# ديفين دورانت
ديفين دورانت (بالإنجليزية: Devin Durrant)‏ مواليد 20 أكتوبر 1960 في بريغهام سيتي، هو لاعب كرة سلة أمريكي معتزل. بدأ مسيرته الاحترافية في سنة 1984. تم اختياره من قبل فريق إنديانا بايسرز خلال الدرافت. يبلغ طوله 6 قدم 7 بوصة (2.0 م). اعتزل اللعب في 1989.

## روابط خارجية
- ديفين دورانت على موقع إن بي أي (الإنجليزية)
- ديفين دورانت على موقع سبورتس رفرنس (الإنجليزية)
- ديفين دورانت على موقع كلية كرة السلة في سبورتس رفرنس.كوم (الإنجليزية)
- ديفين دورانت على موقع ريلجم (الإنجليزية)
- ديفين دورانت على موقع بروبوليرز (الإنجليزية)